# النسوية في الولايات المتحدة

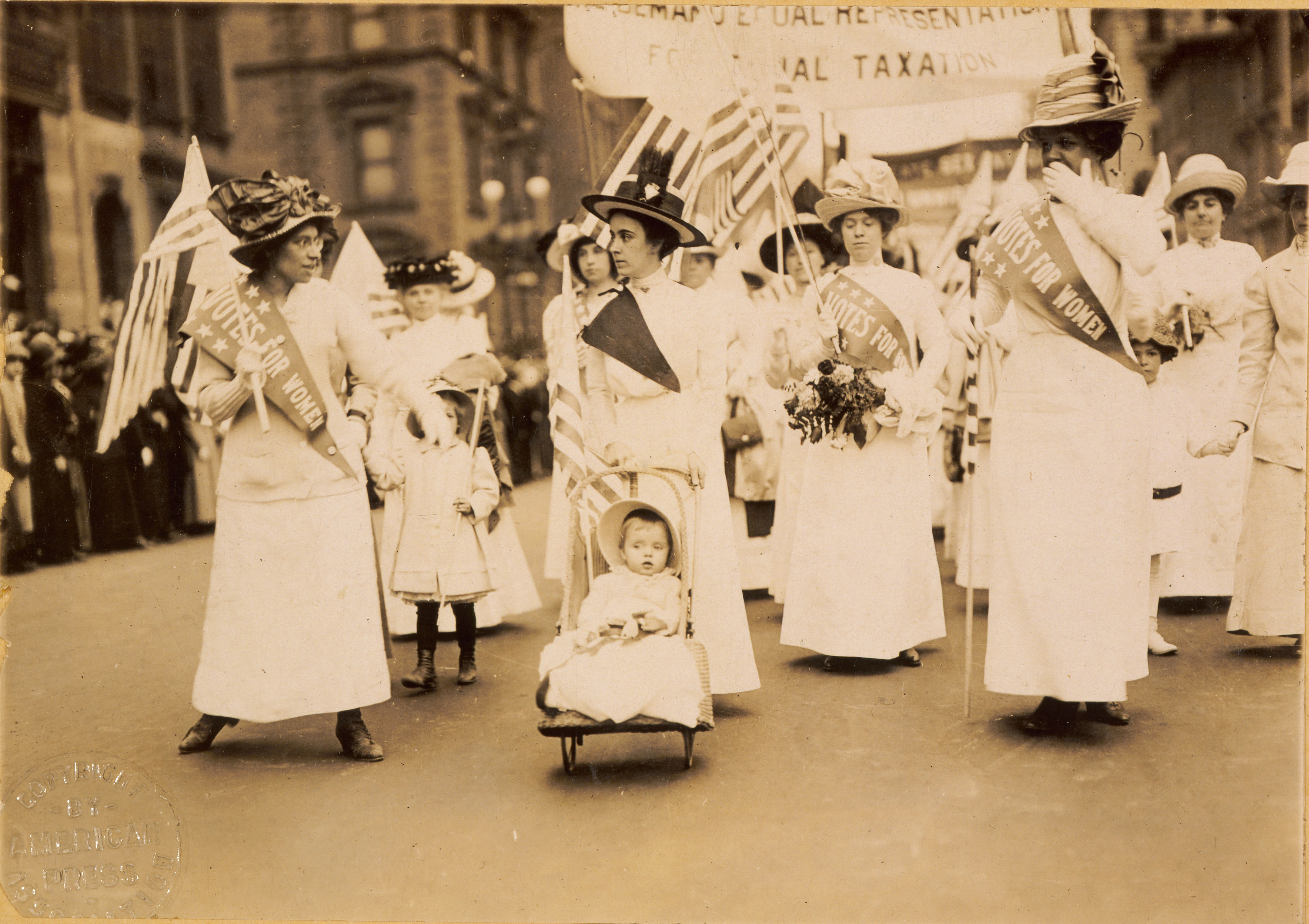
موكب مناصري حق المرأة في التصويت في مدينة نيويورك.

تشير النسوية في الولايات المتحدة (بالإنجليزية: Feminism in the United States)‏ إلى جمع الحركات والأيديولوجيات الرامية إلى تحقيق المساواة في الحقوق السياسية والاقتصادية والثقافية والاجتماعية للمرأة في الولايات المتحدة والدفاع عنها. شكَّلت الحركة النسوية تأثيرًا هائلًا على السياسة الأميركية. وكثيرًا ما تُقسم الحركة النسوية في الولايات المتحدة بالتسلسل الزمني إلى الموجة الأولى والثانية والثالثة والرابعة.
تبعًا لتقرير الفجوة العالمية بين الجنسين من قِبَل المنتدى الاقتصادي العالمي لعام 2017، تحتل الولايات المتحدة المرتبة 49 فيما يتعلق بالمساواة بين الجنسين.

## الموجة النسوية الأولى

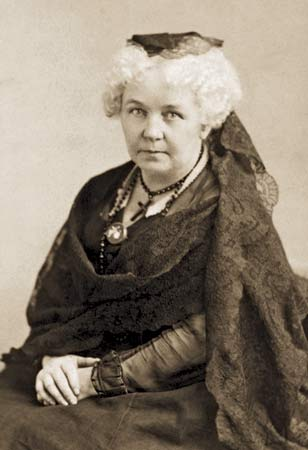
إليزابيث كادي ستانتون (1815-1902)

بدأت الموجة النسوية الأولى في الولايات المتحدة مع انعقاد مؤتمر سينيكا فولز، وهو أول مؤتمر يطالب بحقوق المرأة، في كنيسة ويسليان في سينيكا فولز، نيويورك، في 19 و20 يوليو من عام 1848.
استلهمت فكرة هذا المؤتمر من حقيقة أنه في عام 1840 عندما التقت إليزابيث كادي ستانتون بلوكريشا موت في المؤتمر العالمي لمناهضة الرّق في لندن، رفض مديرو المؤتمر حضور موت ومندوبات أخريات من أمريكا بسبب جنسهن. وعلى إثر هذا، تحدثت كل من ستانتون، الزوجة الشابة لمندوب من حركة مناهضة الرّق، وموت، داعية من الكويكرز ولحركة الإصلاح، عن فكرة الدعوة إلى عقد مؤتمر لمعالجة حالة المرأة.
حضر المؤتمر ما يقدر بثلاثمائة شخص، بما في ذلك لوكريشا موت وفريدريك دوغلاس. مع نهاية المؤتمر، وقَّع 68 من النساء و32 من الرجال وثيقة إعلان المشاعر، التي كتبتها إليزابيث كادي ستانتون وأسرة توماس مكلينتوك.
عُدَّ أسلوب وشكل وثيقة إعلان المشاعر شبيهًا بإعلان الاستقلال. على سبيل المثال، جاء في إعلان المشاعر ما يلي: «إننا نرى أن هذه الحقائق واضحة بحدّ بذاتها، ذلك أن جميع الرجال والنساء قد خلقوا متساويين بحقوق معينة غير قابلة للتصرف». نصًّ الإعلان أيضًا على «أن تاريخ البشرية ليس إلا تاريخ من الاعتداءات المتكررة والاغتصاب من جانب الرجل تجاه المرأة».
مضى الإعلان إلى تحديد مظالم النساء فيما يتعلق بالقوانين التي تحرم المتزوجات منهن من ملكية الأجور والأموال والممتلكات (إذ يتم تسليمها إلى أزواجهن؛ وتسمى هذه القوانين قوانين التغطية وهي منتشرة في جميع أنحاء الولايات المتحدة)، ومن التعلم وممارسة المهن الحرفية إلى جانب تدني المكانة الممنوحة داخل الكنيسة. وعلاوة على ذلك، اعترف الإعلان بضرورة أن يكون للمرأة الحق في التصويت.
نظَّم بعض المشاركين في مؤتمر سينيكا فولز اتفاقية روتشستر لحقوق المرأة بعد أسبوعين وذلك في 2 أغسطس في روتشستر، نيويورك. وقد تبعتها اتفاقيات أخرى للولايات والاتفاقيات المحلية في أوهايو وبنسلفانيا ونيويورك. عُقد المؤتمر الوطني الأول لحقوق المرأة في ووستر، ماساتشوستس عام 1850. ومن بعد ذلك، عُقدت مؤتمرات حقوق المرأة بشكل دوري من عام 1850 حتى بداية الحرب الأهلية الأمريكية.
بدأت الحركة الداعية لحق المرأة بالتصويت مع انعقاد مؤتمر سينيكا فولز لعام 1848؛ إذ أصبح العديد من الناشطين على علم سياسي بالوضع الكامل أثناء حركة إلغاء عقوبة الإعدام. أعيد تنظيم الحركة بعد الحرب الأهلية، واكتسبت الحملة أشخاصًا من ذوي الخبرة إذ كان العديد منهم قد عملوا من أجل الحظر في الاتحاد المسيحي النسائي. بحلول نهاية القرن التاسع عشر، لم تُمنح المرأة إلا في بعض الولايات الغربية حقوقًا كاملة في التصويت، على الرغم من أن المرأة قد حققت انتصارات قانونية كبيرة واكتسبت حقوقًا في مجالات مختلفة مثل الملكية وحضانة الطفل.
في عام 1866، شكَّلت إليزابيث كادي ستانتون وسوزان أنتوني الجمعية الأمريكية للمساواة في الحقوق، وهي منظمة للنساء والرجال البيض والسُّود مكرسة لهدف الدعوة إلى إعطاء حق التصويت للجميع. في عام 1868، أقر التعديل الرابع عشر، كان هذا التعديل الأول الذي يحدد عدد الناخبين على أنهم «من الذكور». في عام 1869، انقسمت حركة حقوق المرأة إلى فصيلين نتيجة الخلافات حول التعديل الرابع عشر الذي سرعان ما تم إقراره إلى التعديل الخامس عشر، مع عدم إعادة توحيد الفصيلين حتى عام 1890. أنشأت إليزابيث كاندي ستانتون وسوزان أنتوني الجمعية الوطنية للمطالبة بحق التصويت للمرأة (إن دبليو إس إيه). ونظمت كل من لوسي ستون وهنري براون بلاكويل وجوليا وارد هاو الرابطة الأمريكية لحق المرأة بالتصويت (إيه دبليو إي إيه) في مقرها في بوسطن. في عام 1870، منح التعديل الخامس عشر الرجال السُّود الحق في التصويت. رفضت الجمعية (إن دبليو إس إيه) العمل من أجل التصديق عليه، بحجة أن يتم «تعديله» لصالح التعديل السادس عشر الذي يقرّ الاقتراع العام لكلا الجنسين. انفك فردريك دوغلاس عن الجمعية بعد صراعه ضد ستانتون وأنتوني على الإدارة.
في عام 1870، كانت لويزا آن سوين أول امرأة في الولايات المتحدة لتصوّت في الانتخابات العامة. أدلت باقتراعها في 6 سبتمبر من عام 1870، في لارامي، وايومنغ.
في الفترة من 1870 حتى 1875، حاولت عدة نساء، من بينهن فرجينيا ماينور وفيكتوريا وودهل وميرا برادويل، استخدام التعديل الرابع عشر في المحاكم لضمان حقهن في التصويت (ماينور وودهل) أو الحق في ممارسة القانون كمهنة (برادويل)، وجميع محاولاتهم قد باءت بالفشل. في عام 1872، اعتُقلت سوزان أنتوني وتمت محاكمتها في روتشستر، نيويورك بسبب محاولتها التصويت لصالح أوليسيس غرانت في الانتخابات الرئاسية؛ إذ تمت إدانتها وتغريمها بمبلغ 100 دولار بالإضافة إلى رسوم المحكمة، لكنها رفضت أن تدفع أي منها. في الوقت ذاته، ظهرت سوجورنر تروث في حجرة الاقتراع في باتل كريك، ميشيغان، مطالبةً بحقها بإجراء اقتراع؛ لكنها فشلت أيضًا. وفي عام 1872 أيضًا، أصبحت فيكتوريا وودهل أول امرأة تترشح للرئاسة، رغم أنها لم تتمكن من التصويت وحصلت فقط على عدد قليل من الأصوات، وخسرت أمام أوليسيس غرانت. ثم تم ترشيحها لإدارة حزب المساواة في الحقوق، ودعت إلى حركة ثمان ساعات عمل في اليوم، وتخفيض ضريبة الدخل وإطلاق برامج الرعاية الاجتماعية وتقاسم الأرباح بين المناصب. في عام 1847، أسَّست آني ويتنماير الاتحاد المسيحي النسائي (دبليو سي تي يو) للدعوة من أجل حظر الكحول؛ ومع إدارة فرانسيس ويلارد (بداية من عام 1876)، شكَّل الاتحاد قوة كبرى في الكفاح من أجل حق المرأة في الاقتراع. في عام 1878، قُدّم أول تعديل لقرار اقتراع المرأة في الكونغرس الأمريكي، لكن لم يتم إقراره. في عام 1920، تم التصديق على التعديل التاسع عشر للدستور، والذي منح المرأة البيضاء حق التصويت؛ وذلك كان بمثابة النصر الذي أنهى الموجة الأولى من النسوية.
تُعتبر مارغريت سانغر واحدة من أوائل الناشطين الأمريكيين في مجال تحديد النسل. كانت أستاذة في مجال التثقيف الجنسي وكاتبة وممرضة. عملت على انتشار مصطلح «تحديد النسل»، وافتتحت أول عيادة لتحديد النسل في الولايات المتحدة عام 1916، وأنشأت أيضًا منظمات تطورت لاحقًا لتصبح اتحاد تنظيم الأسرة في أمريكا.